# Riverview (Alabama)
 Riverview, Alabama és una població dels Estats Units a l'estat d'Alabama. Segons el cens del 2000 tenia 99 habitants.

## Demografia
Segons el cens del 2000, Riverview tenia 99 habitants, 43 habitatges, i 30 famílies La densitat de població era de 93,2 habitants/km².
Dels 43 habitatges en un 23,3% hi vivien nens de menys de 18 anys, en un 55,8% hi vivien parelles casades, en un 14% dones solteres, i en un 30,2% no eren unitats familiars. En el 23,3% dels habitatges hi vivien persones soles el 4,7% de les quals corresponia a persones de 65 anys o més que vivien soles. El nombre mitjà de persones vivint en cada habitatge era de 2,3 i el nombre mitjà de persones que vivien en cada família era de 2,7.
Per edats la població es repartia de la següent manera: un 19,2% tenia menys de 18 anys, un 10,1% entre 18 i 24, un 25,3% entre 25 i 44, un 29,3% de 45 a 60 i un 16,2% 65 anys o més.
L'edat mediana era de 42 anys. Per cada 100 dones hi havia 83,3 homes. Per cada 100 dones de 18 o més anys hi havia 95,1 homes.
La renda mediana per habitatge era de 21.667 $ i la renda mediana per família de 22.083 $. Els homes tenien una renda mediana de 26.250 $ mentre que les dones 28.750 $. La renda per capita de la població era de 13.783 $. Aproximadament el 28% de les famílies i el 21,8% de la població estaven per davall del llindar de pobresa.

## Poblacions més properes
El següent diagrama mostra les poblacions més properes.